# Осередок (Емецкое сельское поселение, у села Емецк)
Осерёдок — деревня в Холмогорском районе Архангельской области.

## География
Находится в центральной части Архангельской области на расстоянии менее 1 км на запад по прямой от села Емецк южнее деревни Заполье.

## История
В 1859 году здесь (тогда деревня Холмогорского уезда Архангельской губернии) было учтено 16 дворов. До 2022 года входила в Емецкое сельское поселение до его упразднения.

## Население
Численность населения: 100 человек (1859 год), 144 (1905), 74 в 2010.